# Vilho Kekkonen

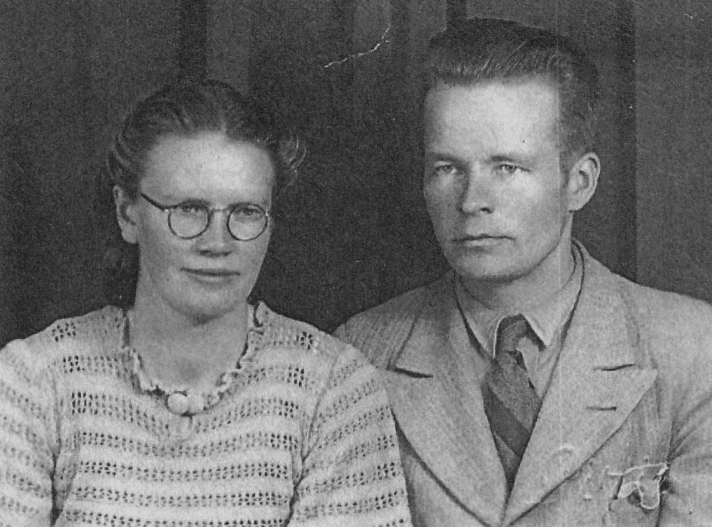
Vilho Kekkonen med fästmön Kaarina Kauhanen 1943.

Vilho "Ville" Kekkonen, född 21 februari 1909 i Karttula, död 20 oktober 2014 i Jyväskylä, var en finländsk tenor och kompositör. Han var världens äldsta framträdande tenor då han avled 105 år gammal.
Kekkonen tog organist- och kantorsexamen 1941 och blev musiklärare 1945. Kekkonen läste sedan musik i både Schweiz och Österrike. I egenskap av lärare undervisade Kekkonen bland andra Hannu Hovi, som, enligt Kekkonen, var en "utmärkt baryton". Kekkonen gav sin debutkonsert 1949 och uppträdde därefter i bland annat Sverige, Tyskland och Nordamerika. Han tillägnades ett sångdiplom 1950. Kekkonen blev sedan en av grundarna till kören Suomen Kanttorikuoro. Därefter var han lärare i bland annat musikinstitutet i Jyväskylä.